# Karbidy
Karbidy jsou sloučeniny uhlíku s elektropozitivnějšími prvky s výjimkou vodíku. Karbidy mají významné použití v průmyslu: karbid vápníku CaC2 je výchozí surovinou pro řadu výrob chemického průmyslu a karbid železa Fe3C (cementit) je v oceli složkou, která zlepšuje její vlastnosti.
Karbidy lze rozdělit podle typu chemické vazby na sloučeniny:
- iontové,
- kovalentní,
- intersticiální a
- přechodové (karbidy přechodných kovů), jejichž charakter je částečně iontový a částečně intersticiální).

Dále se mezi karbidy řadí další binární sloučeniny uhlíku jako jsou:
- interkalační sloučeniny grafitu,
- fulleridy alkalických kovů,
- endoedrické fullereny (s atomem kovu uzavřeným uvnitř fullerenové molekuly) a
- metalkarboedreny (klastrové sloučeniny obsahující skupiny C2).

## Příklady
- Karbid vápníku (CaC2) – iontová sůl, při hydrataci se rozkládá za vzniku acetylenu (užíváno v karbidových lampách)[1]

CaC2 + 2 H2O → Ca(OH)2 + C2H2
- Karbid křemíku (SiC - karborundum) – kovalentní sloučenina s tvrdostí srovnatelnou s diamantem
- Karbid wolframu (WC/W2C – „widia >vidium“) – intersticiální sloučenina pro břity řezných nástrojů a vrtáků.
- Karbid železa (Fe3C – cementit) – důležitá složka oceli
- Karbid boru (B4C – černý diamant) – kovalentní sloučenina s tvrdostí 9,3 Mohsovy stupnice
- Karbid titanu (TiC) – intersticiální sloučenina pro řezné nástroje

## Iontové karbidy
Uhlík se slučuje na karbidy s iontovou vazbou s
- alkalickými kovy (např. Li4C3, Na2C2),
- alkalických zemin (CaC2, Be2C, Mg2C3),
- hliníkem, skandiem, ytriem, lanthanem (LaC2) a lanthanoidy,
- ušlechtilými kovy (Cu, Ag, Au),
- zinkem, kadmiem, rtutí a
- aktinoidy.

Nepodařilo se připravit karbidy galia, india či thallia.
Iontové karbidy jsou buď
- soli acetylenu C2H2 – acetylidy (anion C22 −: Na2C2, CaC2, LaC2 , UC2), nebo
- soli methanu CH4 – metanidy (anion C4 −: Be2C, Al4C3) nebo
- soli propadienu (metylacetylenu, allenu) C3H4 – allenidy či seskvikarbidy (anion C34 −: Li4C3, Mg2C3).

## Kovalentní karbidy
Uhlík se slučuje na kovalentní karbidy s
- borem (B4C, B25C)
- s křemíkem (SiC).

Kovalentní karbidy se vazbou i strukturou podobají diamantu, a stejně jako diamant vynikají vysokou tvrdostí (moissanit, což je vzácná přírodní forma karbidu křemíku, je dokonce 2. nejtvrdší přírodní minerál).

## Intersticiální karbidy
Uhlík se slučuje na intersticiální karbidy s
- titanem, zirkoniem a hafniem,
- vanadem, niobem, tantalem,
- chromem, molybdenem a wolframem.

Intersticiální karbidy jsou chemicky netečné (nereaktivní), žáruvzdorné a mají kovové vlastnosti.
U intersticiálních karbidů se předpokládá, že uhlíkové atomy vyplňují intersticiální oktaedrické polohy v krystalové mřížce kovu, pokud je poloměr kovového atomu větší než 135 pm. Jestliže krystalová mřížka kovu je plošně centrovaná krychlová (face centered cubic) s nejtěsnějším kubickým uspořádáním (cubic close packed), mělo by zaplnění všech intersticiálních poloh uhlíkem dává stechiometrii 1:1 (MC) s krystalovou strukturou halitu (soli kamenné - NaCl). Pokud jsou atomy v čistém kovu uspořádány do hexagonální (šesterečné) krystalové mřížky s nejtěsnějším šesterečným uspořádáním (hexagonal close packed), je zaplňována uhlíkovými atomy jen polovina intersticiálních poloh, což odpovídá stechiometrii 2:1 (M2C) s krystalovou strukturou typu divanadiumkarbidu V2C.
Jednoduchý předpoklad, že u těchto karbidů mřížka čistého kovu „vstřebá“ uhlíkové atomy je pravdivá jen pro monokarbidy vanadu (VC), niobu (NbC) a tantalu (TaC).
Skutečnost je taková, že monokarbidy: karbid titanu TiC (s atomovým poloměrem kovu rM = 147 pm), karbid zirkonia ZrC (rM = 159 pm), karbid hafnia HfC (159 pm) mají krystalovou strukturu halitu, i když čisté kovy mají strukturu hexagonální. Tyto tři kovy jiné karbidy (než monokarbidy) netvoří.
Naproti tomu vanad (rM=134 pm), niob (rM=146 pm) a tantal (rM=146 pm) tvoří (vedle monokarbidů VC, NbC, TaC s krystalovou strukturou halitu) také karbidy typu M2C (V2C, Nb2C, Ta2C) s hexagonální strukturou, i když čisté kovy krystalují v krychlové tělesově centrované mřížce (cubic body centered). Tyto tři kovy tvoří navíc karbidy se stechiometrií 4:3 – V4C3, Nb4C3, Ta4C3.
Chrom (rM=128 pm), který jako kov krystaluje také v krychlové tělesově centrované mřížce, vytváří karbidy jen se stechiometriemi 23:6 (Cr23C6), 1:3 (Cr3C), 7:3 (Cr7C3) a 3:2 (Cr3C2). Tyto karbidy zčásti přísluší spíše do kategorie přechodných karbidů a vykazují příbuznost například s karbidy železa a karbidů dalších kovů.
Molybden (rM=139 pm) a wolfram (rM=139 pm), které rovněž krystalují v krychlové tělesově centrované mřížce, vytvářejí monokarbidy MoC a WC s hexagonální mřížkou a hexagonální jsou také jejich karbidy typu M2C (Mo2C, W2C). Molybden navíc tvoří karbid se stechiometrií 3:2 – Mo3C2.

## „Přechodové“ karbidy
Ionty přechodných kovů jsou menší než kritický poloměr 135 pm (viz intersticiální karbidy), a proto jejich struktury jsou složitější. Setkáváme se s násobnými stechiometriemi, takže například železo tvoří karbidy: 3:1 Fe3C (cementit obsažený v oceli), 7:3 Fe7C3 a 2:1 Fe2C. Tyto karbidy jsou reaktivnější než karbidy intersticiální, takže například karbidy chromu, manganu, železa, kobaltu a niklu lze hydrolyzovat zředěnými kyselinami (některé i samotnou vodou) za vzniku směsi vodíku a uhlovodíků. Tyto karbidy tedy tvoří přechod mezi inertními karbidy intersticiálními a reaktivními karbidy iontovými.